# جنو (سیگار)
جنو  (به انگلیسی: Juno) یک برند سیگار ایجاد شده در امپراتوری آلمان است؛ که توسط امپریال توباکو تولید می‌شده است. این برند در سال ۱۸۹۶ پایه‌گذاری گردید.
تولید سیگارهای این برند از سال مه ۲۰۱۶ متوقف شده‌است.